# Yttralox

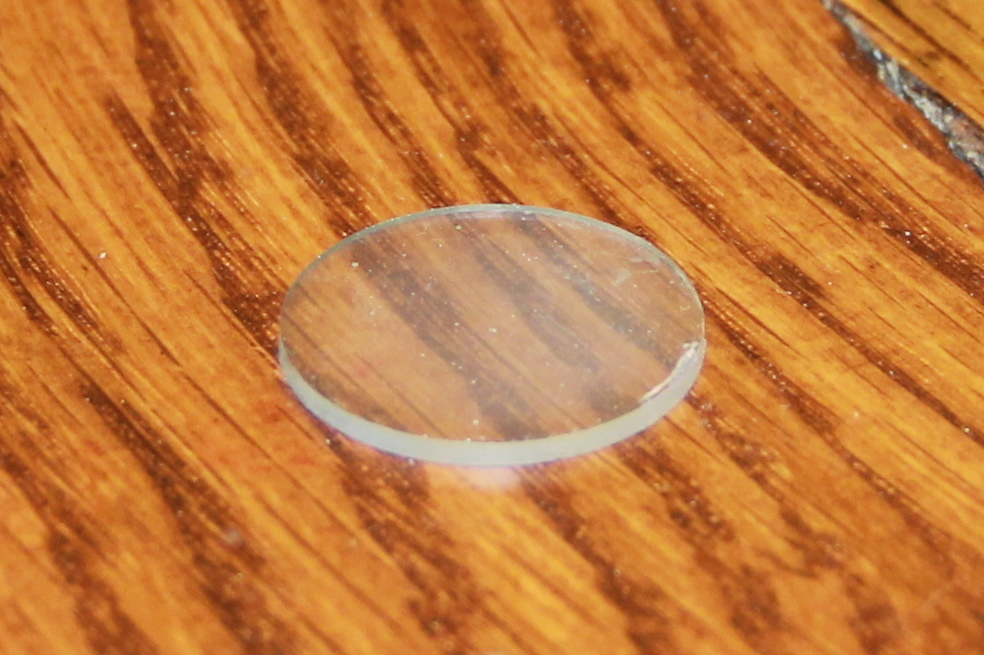
Disque en yttralox.

L'yttralox est une céramique transparente constituée d'une solution solide d'oxyde d'yttrium(III) Y2O3 contenant environ 10 % de dioxyde de thorium ThO2 mise au point dans les années 1960,. Le dioxyde de thorium permet de maîtriser la croissance des grains pendant le frittage, ce qui permet d'améliorer la transparence du matériau. Les grains ont tendance à croître de manière inégale et certains grossissent plus que les autres en emprisonnant des pores. L'additif augmente la dureté aux joints de grains plutôt que la dureté à l'intérieur des grains. Les pores se concentrent donc au niveau des joints de grains plutôt qu'être piégés à l'intérieur des grains, ce qui permet leur élimination ultérieure lors du frittage. C'est de cette façon que la transparence du matériau est améliorée, car c'est cette porosité qui est responsable de la diffusion de la lumière ; une porosité résiduelle aussi faible que 1 ppm a été mesurée, avec une granulométrie comprise entre 10 et 50 µm.
L'yttralox avait été commercialisé comme étant « aussi transparent que le verre » avec un point de fusion deux fois plus élevé et une transparence dans la bande du proche infrarouge et de la lumière visible. Il présentait en revanche une résistance aux choc thermique inférieure à celle du verre. La commercialisation fut limitée car l'yttralox nécessitait des températures de frittage élevées, de l'ordre de 2 000 à 2 200 °C. De l'yttralox dopé à l'oxyde de néodyme(III) Nd2O3 avait été étudié comme couche d'amplification laser polycristalline mais a présenté un rendement trop faible pour être commercialement viable.